# Élections législatives de 1936 dans la Vendée
Les élections législatives françaises de 1936 ont lieu les 26 avril et 3 mai.

## Élus
| Député élu              | Groupe politique | Groupe politique |
| ----------------------- | ---------------- | ---------------- |
| Jean de Tinguy du Pouët |                  | RIAS             |
| Achille Daroux          |                  | PRRRS            |
| Victor Rochereau        |                  | IR               |
| Jean de Suzannet        |                  | URD              |
| Louis Aubert            |                  | NI               |
| François Boux de Casson |                  | URD              |

## Résultats à l'échelle du département
| Partis         | Partis                                           | Premier tour | Premier tour | Deuxième tour | Deuxième tour | Sièges |
| Partis         | Partis                                           | Voix         | %            | Voix          | %             | Sièges |
| -------------- | ------------------------------------------------ | ------------ | ------------ | ------------- | ------------- | ------ |
|                | Fédération républicaine                          | 28 883       | 30,38        | 6 304         | 13,61         | 3      |
|                | Radicaux indépendants                            | 14 826       | 15,59        | 17 952        | 38,77         | 1      |
|                | Fédération républicaine                          | 12 663       | 13,31        |               |               | 1      |
|                | Section française de l'Internationale ouvrière   | 12 485       | 13,13        | 1 745         | 3,77          | 0      |
|                | Démocrate populaire                              | 11 197       | 11,78        | 5 673         | 12,25         | 0      |
|                | Parti républicain, radical et radical-socialiste | 7 086        | 7,45         | 9 542         | 20,61         | 1      |
|                | Républicains de gauche                           | 3 592        | 3,78         | 4 037         | 8,72          | 0      |
|                | Parti communiste-SFIC                            | 2 639        | 2,78         |               |               | 0      |
|                | Solidarité française                             | 1 635        | 1,72         | 1 055         | 2,28          | 0      |
|                | Divers                                           | 74           | 0,08         |               |               | 0      |
|                |                                                  |              |              |               |               |        |
| Inscrits       | Inscrits                                         | 118 316      | 100,00       | 56 470        | 100,00        | 6      |
| Votants        | Votants                                          | 100 727      | 85,13        | 47 361        | 83,87         |        |
| Abstentions    | Abstentions                                      | 17 589       | 14,87        | 9 109         | 16,13         |        |
| Blancs et nuls | Blancs et nuls                                   | 5 647        | 5,61         | 1 053         | 2,22          |        |
| Exprimés       | Exprimés                                         | 95 080       | 94,39        | 46 308        | 97,78         |        |

## Résultats par arrondissement

### Arrondissement de Fontenay-le-Comte

#### 1recirconscription
| Candidats      | Candidats               | Étiquette      | Premier tour | Premier tour |
| Candidats      | Candidats               | Étiquette      | Voix         | %            |
| -------------- | ----------------------- | -------------- | ------------ | ------------ |
|                | Jean de Tinguy du Pouët | URD            | 11 257       | 73,47        |
|                | Fauconnier              | SFIO           | 3 806        | 24,84        |
|                | Comé                    | PC-SFIC        | 259          | 1,69         |
|                |                         |                |              |              |
| Inscrits       | Inscrits                | Inscrits       | 18 877       | 100,00       |
| Votants        | Votants                 | Votants        | 16 353       | 86,63        |
| Abstention     | Abstention              | Abstention     | 2 524        | 13,37        |
| Blancs et nuls | Blancs et nuls          | Blancs et nuls | 1 031        | 6,30         |
| Exprimés       | Exprimés                | Exprimés       | 15 322       | 93,70        |

#### 2ecirconscription
| Candidats      | Candidats      | Étiquette      | Premier tour | Premier tour | Deuxième tour | Deuxième tour |
| Candidats      | Candidats      | Étiquette      | Voix         | %            | Voix          | %             |
| -------------- | -------------- | -------------- | ------------ | ------------ | ------------- | ------------- |
|                | Marchand       | Rad. Indé.     | 5 894        | 41,99        | 7 106         | 48,46         |
|                | Achille Daroux | PRRRS          | 5 065        | 36,08        | 7 557         | 51,54         |
|                | Joint          | SFIO           | 2 625        | 18,70        |               |               |
|                | Chiron         | PC-SFIC        | 453          | 3,23         |               |               |
|                |                |                |              |              |               |               |
| Inscrits       | Inscrits       | Inscrits       | 17 386       | 100,00       | 17 367        | 100,00        |
| Votants        | Votants        | Votants        | 14 546       | 83,67        | 14 875        | 85,65         |
| Abstention     | Abstention     | Abstention     | 2 840        | 16,33        | 2 492         | 14,35         |
| Blancs et nuls | Blancs et nuls | Blancs et nuls | 509          | 3,50         | 212           | 1,43          |
| Exprimés       | Exprimés       | Exprimés       | 14 037       | 96,50        | 14 663        | 98,57         |

### Arrondissement de La Roche-sur-Yon

#### 1recirconscription
| Candidats      | Candidats        | Étiquette      | Premier tour | Premier tour |
| Candidats      | Candidats        | Étiquette      | Voix         | %            |
| -------------- | ---------------- | -------------- | ------------ | ------------ |
|                | Victor Rochereau | FR             | 10 116       | 70,82        |
|                | Louis            | SFIO           | 2 828        | 19,80        |
|                | Charrier         | PC-SFIC        | 1 340        | 9,38         |
|                |                  |                |              |              |
| Inscrits       | Inscrits         | Inscrits       | 19 501       | 100,00       |
| Votants        | Votants          | Votants        | 16 296       | 83,56        |
| Abstention     | Abstention       | Abstention     | 3 205        | 16,44        |
| Blancs et nuls | Blancs et nuls   | Blancs et nuls | 2 012        | 12,35        |
| Exprimés       | Exprimés         | Exprimés       | 14 284       | 87,65        |

#### 2ecirconscription
| Candidats      | Candidats        | Étiquette      | Premier tour | Premier tour |
| Candidats      | Candidats        | Étiquette      | Voix         | %            |
| -------------- | ---------------- | -------------- | ------------ | ------------ |
|                | Jean de Suzannet | FR             | 13 280       | 67,04        |
|                | Auguste Durand   | Dem. pop.      | 5 292        | 26,71        |
|                | Jean             | SFIO           | 998          | 5,04         |
|                | Ydier            | PC-SFIC        | 240          | 1,21         |
|                |                  |                |              |              |
| Inscrits       | Inscrits         | Inscrits       | 23 479       | 100,00       |
| Votants        | Votants          | Votants        | 20 436       | 87,04        |
| Abstention     | Abstention       | Abstention     | 3 043        | 12,96        |
| Blancs et nuls | Blancs et nuls   | Blancs et nuls | 626          | 3,06         |
| Exprimés       | Exprimés         | Exprimés       | 19 810       | 96,94        |

### Arrondissement des Sables-d'Olonne

#### 1recirconscription
| Candidats      | Candidats      | Étiquette      | Premier tour | Premier tour | Deuxième tour | Deuxième tour |
| Candidats      | Candidats      | Étiquette      | Voix         | %            | Voix          | %             |
| -------------- | -------------- | -------------- | ------------ | ------------ | ------------- | ------------- |
|                | Louis Aubert   | Rad. Indé.     | 5 437        | 36,98        | 7 637         | 51,90         |
|                | Mayeux         | Rép. de gauche | 3 592        | 24,43        | 4 037         | 27,44         |
|                | Gueffier       | PRRRS          | 2 021        | 13,74        | 1 985         | 13,49         |
|                | Féval          | SF             | 1 635        | 11,12        | 1 055         | 7,17          |
|                | Gendreau       | URD            | 1 406        | 9,56         |               |               |
|                | Remaud         | PC-SFIC        | 347          | 2,36         |               |               |
|                | Brochet        | SFIO           | 266          | 1,81         |               |               |
|                |                |                |              |              |               |               |
| Inscrits       | Inscrits       | Inscrits       | 18 422       | 100,00       | 18 426        | 100,00        |
| Votants        | Votants        | Votants        | 15 404       | 83,62        | 15 136        | 82,14         |
| Abstention     | Abstention     | Abstention     | 3 018        | 16,38        | 3 290         | 17,86         |
| Blancs et nuls | Blancs et nuls | Blancs et nuls | 700          | 4,54         | 422           | 2,79          |
| Exprimés       | Exprimés       | Exprimés       | 14 704       | 95,46        | 14 714        | 97,21         |

#### 2ecirconscription
| Candidats      | Candidats               | Étiquette      | Premier tour | Premier tour | Deuxième tour | Deuxième tour |
| Candidats      | Candidats               | Étiquette      | Voix         | %            | Voix          | %             |
| -------------- | ----------------------- | -------------- | ------------ | ------------ | ------------- | ------------- |
|                | Charles Gallet          | PDP            | 5 905        | 34,89        | 5 673         | 33,51         |
|                | François Boux de Casson | FR             | 5 487        | 32,42        | 6 304         | 37,23         |
|                | Michel Clemenceau       | Rad. Indé.     | 3 495        | 20,65        | 3 209         | 18,95         |
|                | Grolleau                | SFIO           | 1 962        | 11,59        | 1 745         | 10,31         |
|                |                         | Divers         | 74           | 0,44         |               |               |
|                |                         |                |              |              |               |               |
| Inscrits       | Inscrits                | Inscrits       | 20 651       | 100,00       | 20 677        | 100,00        |
| Votants        | Votants                 | Votants        | 17 692       | 85,67        | 17 350        | 83,91         |
| Abstention     | Abstention              | Abstention     | 2 959        | 14,33        | 3 327         | 16,09         |
| Blancs et nuls | Blancs et nuls          | Blancs et nuls | 769          | 4,35         | 419           | 2,41          |
| Exprimés       | Exprimés                | Exprimés       | 16 923       | 95,65        | 16 931        | 97,59         |